# Northeast St. Louis (Minnesota)
Northeast St. Louis es un territorio no organizado ubicado en el condado de St. Louis en el estado estadounidense de Minnesota. En el Censo de 2010 tenía una población de 248 habitantes y una densidad poblacional de 0,11 personas por km².

## Geografía
Northeast St. Louis se encuentra ubicado en las coordenadas 48°2′1″N 92°9′10″O / 48.03361, -92.15278. Según la Oficina del Censo de los Estados Unidos, Northeast St. Louis tiene una superficie total de 2169.5 km², de la cual 1917.54 km² corresponden a tierra firme y (11.61%) 251.95 km² es agua.

## Demografía
Según el censo de 2010, había 248 personas residiendo en Northeast St. Louis. La densidad de población era de 0,11 hab./km². De los 248 habitantes, Northeast St. Louis estaba compuesto por el 95.16% blancos, el 0.81% eran afroamericanos, el 1.61% eran amerindios, el 0.81% eran asiáticos, el 0% eran isleños del Pacífico, el 0% eran de otras razas y el 1.61% pertenecían a dos o más razas. Del total de la población el 1.61% eran hispanos o latinos de cualquier raza.